# ジョージ・ボルハス
ジョージ・J・ボルハス（George Jesus Borjas、[ˈbɔːrhɑːs]、1950年10月15日 - ）は、キューバ系アメリカ人の経済学者で、ハーバード大学ケネディ・スクールのロバート・W・スクリブナー経済学・社会政策教授である。彼は「アメリカにおける移民経済学の第一人者」、「移民に対して最も懐疑的な経済学者」と評されている。ボルハスは、低技能移民が低技能の自国民に悪影響を与える一方で、中技能および高技能の自国民には好影響を与えると結論付ける研究を多数発表しており、この命題は経済学者の間で議論を呼んでいる。ジョージ・J・ボージャスという表記もある。

## 経歴
ボルハスは1950年10月15日にキューバのハバナで生まれ、1962年10月に母親とともにアメリカ合衆国に移住した。1971年にセント・ピーターズ・カレッジで経済学と数学の学士号を取得し、1974年にコロンビア大学で経済学の修士号を、1975年に経済学のM.Phil.および博士号を取得した。

## 学術キャリア
1975年から1977年までニューヨーク市立大学クイーンズ校で経済学の助教授を務め、1977年から1978年までシカゴ大学経済学部でポスドク研究員を務めた。また1972年から1978年まで全米経済研究所で上級研究アナリストとして勤務した。  
1980年にカリフォルニア大学サンタバーバラ校に着任し10年間勤務、その後1990年から1995年までカリフォルニア大学サンディエゴ校の教授を務め、1995年にハーバード大学の教授に就任した。

## 研究
ボルハスは移民の経済的影響に関する研究で影響力を持ち、その研究はアメリカの移民政策論争の中心に位置している。著書に『We Wanted Workers: Unraveling the Immigration Narrative』（2016年）などがあり、American Economic Review、Journal of Political Economy、Quarterly Journal of Economicsなどの主要学術誌に100本以上の論文を発表している。  
また、ロイ・モデルの移民自己選択理論を初めて形式化した。

## 栄誉
1998年に計量経済学会フェロー、2004年に労働経済学者協会フェローに選出され、2011年にはIZA労働経済学賞を共同受賞した。

## 著書
- Wage Policy in the Federal Bureaucracy（1980年）
- Friends or Strangers: The Impact of Immigrants on the U.S. Economy（1990年）
- Labor Economics（1996年、第5版2010年）
- Heaven’s Door: Immigration Policy and the American Economy（1999年）
- Immigration Economics（2014年）
- We Wanted Workers: Unraveling the Immigration Narrative（2016年）